# HD 171028 b
إتش دي 171028 ب (بالإنجليزية: HD 171028 b)‏ هو كوكب خارج المجموعة الشمسية يدور في مدار شديد الانحراف حول النجم إتش دي 171028. يبلغ دوره المداري 1.47 سنة، ويقدر نصف المحور الرئيسي له بـ1.29 وحدة فلكية. أعلن اكتشف الكوكب يوم 13 يوليو 2007.

## وصلات خارجية
- "HD 171028". Exoplanets. مؤرشف من الأصل في 2016-11-30.